# Eino Saastamoinen
Eino Saastamoinen (Helsinki, Finlandia, 9 de octubre de 1887-4 de diciembre de 1946) fue un gimnasta artístico finlandés, subcampeón olímpico en Estocolmo 1912 en el concurso por equipos "sistema libre".

## Carrera deportiva
En las Olimpiadas celebradas en Estocolmo (Suecia) en 1912 consigue la plata en el concurso por equipos "sistema libre", quedando situados en el podio tras los noruegos (oro) y por delante de los daneses (bronce), y siendo sus compañeros de equipo los gimnastas: Kaarlo Vasama, Eino Forsström, Eero Hyvärinen, Mikko Hyvärinen, Tauno Ilmoniemi, Ilmari Keinänen, Jalmari Kivenheimo, Karl Lund, Aarne Pelkonen, Ilmari Pernaja, Arvid Rydman, Kaarlo Ekholm, Aarne Salovaara, Heikki Sammallahti, Hannes Sirola, Klaus Suomela, Lauri Tanner, Väinö Tiiri y Kaarlo Vähämäki.